# Charles Henri Chantreau de La Jouberderie
Charles Henri Chantreau de la Jouberderie, ancien officier au régiment d'infanterie de Hainaut depuis 1788, avait embrassé la cause royale au commencement de la Révolution française, et pris part à toutes les guerres de la Vendée et de la Bretagne.

## Biographie
Comme chef du comité général de cette dernière province, il fut un des membres les plus influents dans les réunions qui précédèrent le traité de paix de la Mabilais. Ce fut sur ses instances que les Représentants du peuple consentirent à comprendre dans la pacification les troupes et le pays commandés par Stofflet. À la reprise des hostilités, il tomba au pouvoir des républicains, et resta enfermé pendant quatre ans au château du Brouage.
Rendu à la liberté par le gouvernement consulaire, M. de Chantreau fut successivement membre du conseil général de la Vendée et commandant des gardes nationales de l'arrondissement de Fontenay-le-Comte.
Chevalier de Saint-Louis depuis 1796, il avait été promu au grade de maréchal de camp le 31 décembre 1827.
Il est mort à Niort le 11 juillet 1844, à l'âge de quatre-vingt-sept ans.

## Source
« Charles Henri Chantreau de La Jouberderie », dans Charles Mullié, Biographie des célébrités militaires des armées de terre et de mer de 1789 à 1850, 1852 [détail de l’édition]